# Рік Кіо
Рік Кіо (англ. Rick Kehoe, нар. 15 липня 1951, Віндзор) — канадський хокеїст, що грав на позиції крайнього нападника. Згодом — хокейний тренер.
Володар Кубка Стенлі. Провів понад 900 матчів у Національній хокейній лізі.

## Ігрова кар'єра
Хокейну кар'єру розпочав 1969 року.
1971 року був обраний на драфті НХЛ під 22-м загальним номером командою «Торонто Мейпл-Ліфс». 
Протягом професійної клубної ігрової кар'єри, що тривала 17 років, захищав кольори команд «Торонто Мейпл-Ліфс» та «Піттсбург Пінгвінс».
Загалом провів 945 матчів у НХЛ, включаючи 39 ігор плей-оф Кубка Стенлі.

## Тренерська робота
2001 року розпочав тренерську роботу в НХЛ. Працював з командою «Піттсбург Пінгвінс».

## Нагороди та досягнення
- Приз Леді Бінг — 1981.
- Учасник матчу всіх зірок НХЛ — 1981, 1982.

## Статистика
| Сезон        | Клуб                  | Ліга         | Регулярний сезон | Регулярний сезон | Регулярний сезон | Регулярний сезон | Регулярний сезон | Плей-оф | Плей-оф | Плей-оф | Плей-оф | Плей-оф |
| Сезон        | Клуб                  | Ліга         | І                | Г                | П                | О                | ШХ               | І       | Г       | П       | О       | ШХ      |
| ------------ | --------------------- | ------------ | ---------------- | ---------------- | ---------------- | ---------------- | ---------------- | ------- | ------- | ------- | ------- | ------- |
| 1969–70      | «Лондон Найтс»        | ОХЛ          | 23               | 3                | 2                | 5                | 6                | —       | —       | —       | —       | —       |
| 1969–70      | «Гамільтон Ред-Вінгс» | ОХЛ          | 32               | 2                | 4                | 6                | 7                | —       | —       | —       | —       | —       |
| 1970–71      | «Гамільтон Ред-Вінгс» | ОХЛ          | 58               | 39               | 41               | 80               | 43               | 7       | 4       | 0       | 4       | 2       |
| 1971–72      | «Торонто Мейпл-Ліфс»  | НХЛ          | 38               | 8                | 8                | 16               | 4                | 2       | 0       | 0       | 0       | 2       |
| 1971–72      | «Талса Ойлерс»        | ЦПХЛ         | 32               | 18               | 21               | 39               | 20               | —       | —       | —       | —       | —       |
| 1972–73      | «Торонто Мейпл-Ліфс»  | НХЛ          | 77               | 33               | 42               | 75               | 20               | —       | —       | —       | —       | —       |
| 1973–74      | «Торонто Мейпл-Ліфс»  | НХЛ          | 69               | 18               | 22               | 40               | 8                | —       | —       | —       | —       | —       |
| 1974–75      | «Піттсбург Пінгвінс»  | НХЛ          | 76               | 32               | 31               | 63               | 22               | 9       | 0       | 2       | 2       | 0       |
| 1975–76      | «Піттсбург Пінгвінс»  | НХЛ          | 71               | 29               | 47               | 76               | 6                | 3       | 0       | 0       | 0       | 0       |
| 1976–77      | «Піттсбург Пінгвінс»  | НХЛ          | 80               | 30               | 27               | 57               | 10               | 3       | 0       | 2       | 2       | 0       |
| 1977–78      | «Піттсбург Пінгвінс»  | НХЛ          | 70               | 29               | 21               | 50               | 10               | —       | —       | —       | —       | —       |
| 1978–79      | «Піттсбург Пінгвінс»  | НХЛ          | 57               | 27               | 18               | 45               | 2                | 7       | 0       | 2       | 2       | 0       |
| 1979–80      | «Піттсбург Пінгвінс»  | НХЛ          | 79               | 30               | 30               | 60               | 4                | 5       | 2       | 5       | 7       | 0       |
| 1980–81      | «Піттсбург Пінгвінс»  | НХЛ          | 80               | 55               | 33               | 88               | 6                | 5       | 0       | 3       | 3       | 0       |
| 1981–82      | «Піттсбург Пінгвінс»  | НХЛ          | 71               | 33               | 52               | 85               | 8                | 5       | 2       | 3       | 5       | 2       |
| 1982–83      | «Піттсбург Пінгвінс»  | НХЛ          | 75               | 29               | 36               | 65               | 12               | —       | —       | —       | —       | —       |
| 1983–84      | «Піттсбург Пінгвінс»  | НХЛ          | 57               | 18               | 27               | 45               | 8                | —       | —       | —       | —       | —       |
| 1984–85      | «Піттсбург Пінгвінс»  | НХЛ          | 6                | 0                | 2                | 2                | 0                | —       | —       | —       | —       | —       |
| Усього в НХЛ | Усього в НХЛ          | Усього в НХЛ | 906              | 371              | 396              | 767              | 120              | 39      | 4       | 17      | 21      | 4       |

## Тренерська статистика
| Команда | Сезон   | Регулярний сезон | Регулярний сезон | Регулярний сезон | Регулярний сезон | Регулярний сезон | Регулярний сезон | Регулярний сезон | Плей-оф   | Плей-оф   | Плей-оф   | Плей-оф   | Плей-оф |
| Команда | Сезон   | І                | В                | П                | Н                | ПОТ              | О                | Результат        | І         | В         | П         | Результат |         |
| ------- | ------- | ---------------- | ---------------- | ---------------- | ---------------- | ---------------- | ---------------- | ---------------- | --------- | --------- | --------- | --------- | ------- |
| ПІТ     | 2001–02 | 78               | 28               | 37               | 8                | 5                | 69               | 5-е в АД         | не вийшли | не вийшли | не вийшли | не вийшли |         |
| ПІТ     | 2002–03 | 82               | 27               | 44               | 6                | 5                | 65               | 5-е в АД         | не вийшли | не вийшли | не вийшли | не вийшли |         |
| Усього  | Усього  | 158              | 55               | 81               | 14               | 10               |                  |                  |           |           |           |           |         |